# Hohe Wartestadion
Het Hohe Wartestadion is een multifunctioneel stadion in Wenen, de hoofdstad van Oostenrijk. Om sponsorredenen heette het stadion tijdelijk Casino Stadion Hohe Warte en Care Energy-Naturarena Hohe Warte.
In het gebied waar het stadion later gebouwd zou worden wordt als sinds eind negentiende eeuw voetbal gespeeld. Vanaf september 1896 werd door de eigenaar van de steenfabriek Kreindl het terrein naast de Hohe Warte verhuurd aan de voetbalclub First Vienna FC. Doordat de grond van terrein niet vlak was werd het speelterrein verplaatst, dat gebeurde in 1899. Vanaf die tijd maakte men ook plannen om een groot stadion te bouwen om tegemoet te komen aan de groeiende belangstelling van toeschouwers voor het bekijken van voetbalwedstrijden. Op 1 november 1899 werd het nieuwe speelterrein geopend met een wedstrijd tegen DFC Praag. Op 20 maart 1904 vond de opening plaats van de eerste tribune in dit stadion. De tribune was afkomstig van de Prater-Rennbahn.

In de jaren erna zou de ontwikkeling van het voetbal tot stilstand komen door het uitbreken van de Eerste Wereldoorlog. De club dreigde het stadion volledig te verliezen toen de gemeente Wenen het eigendom kreeg en de huur wilde opzeggen. Het oude stadion werd afgebroken. Er waren echter plannen gemaakt voor de bouw van een nieuw stadion, ontworpen door architect Eduard Schönecker. De bouw van dit nieuwe stadion duurde anderhalf jaar. Er werd aan de ene kant een houten tribune gebouw waar 2.100 toeschouwers konden zitten. De achterkant van die tribune bleef open om daarmee te voorkomen dat door sterke windstromen schade zou ontstaan. De opening vond plaats op 19 juni 1921, tijdens deze opening speelde de thuisclub tegen SC Hakoah Wien.
Bij wedstrijden in het nieuwe stadion waren regelmatig meer dan 50.000 toeschouwers aanwezig. Ook soms meer dan 70.000. Het stadion was soms zelfs uitverkocht, waardoor ook een menigte buiten stadion probeer vanaf verhogingen rondom het stadion naar binnen te kijken. Het toeschouwersaantal na de Tweede Wereldoorlog was wisselend, van gemiddeld 5.000 tot 18.000 per seizoen. Het stadion werd ook gebruikt voor andere evenementen dan voetbal. Zo waren er bokswedstrijden, Speedwaywedstrijden en operavoorstellingen. Er wordt ook American football gespeeld, de club Vienna Vikings maakt gebruikt van dit stadion.
Na de Tweede Wereldoorlog werd het stadion regelmatige gemoderniseerd. Zo werd er in 1953 veldverlichting geplaatst. En werd er in de jaren 70 een nieuwe tribune gebouwd. Vanwege het uitblijven van sportieve successen werd het duur om het stadion echt goed te onderhouden. In de seizoenen 1988/89 en 1989/90 werden er in dit stadion een aantal wedstrijden in de UEFA Cup gespeeld. Zo werd onder andere tegen Ikast FS gespeeld en Olympiakos Piraeus.
In 2017 dreigde het dak van de hoofdtribune in te storten en moest deze, om die reden, gesloten worden. Bij controle van de houten tribune werd schade aan de constructie ontdekt. In 2020 werd wederom ernstige gebreken ontdekt. Het stadion zou in slechte staat verkeren.

## Interlands
Sinds de opening van het nieuwe stadion in 1921 konden er ook internationale voetbalwedstrijden gespeeld worden. Het Oostenrijks elftal speelde er in totaal 35 wedstrijden. De eerste wedstrijd vond plaats op 23 april 1922 en was tegen Duitsland.
| Voetbalinterlands | Voetbalinterlands | Voetbalinterlands              | Voetbalinterlands | Voetbalinterlands                    | Voetbalinterlands |
| №                 | Datum             | Wedstrijd                      | Uitslag           | Competitie                           | Toeschouwers      |
| ----------------- | ----------------- | ------------------------------ | ----------------- | ------------------------------------ | ----------------- |
| 1                 | 23 april 1922     | Oostenrijk – Duitsland         | 0–2               | Vriendschappelijk                    | 70.000            |
| 2                 | 11 juni 1922      | Oostenrijk – Zwitserland       | 7–1               | Vriendschappelijk                    | 50.000            |
| 3                 | 24 september 1922 | Oostenrijk – Hongarije         | 2–2               | Vriendschappelijk                    | 65.000            |
| 4                 | 15 april 1923     | Oostenrijk – Italië            | 0–0               | Vriendschappelijk                    | 70.400            |
| 5                 | 6 mei 1923        | Oostenrijk – Hongarije         | 1–0               | Vriendschappelijk                    | 40.000            |
| 6                 | 15 augustus 1923  | Oostenrijk – Finland           | 2–1               | Vriendschappelijk                    | 35.000            |
| 7                 | 22 juni 1924      | Oostenrijk – Egypte            | 3–1               | Vriendschappelijk                    | 50.000            |
| 8                 | 14 september 1924 | Oostenrijk – Hongarije         | 2–1               | Vriendschappelijk                    | 45.000            |
| 9                 | 22 maart 1925     | Oostenrijk – Zwitserland       | 2–0               | Vriendschappelijk                    | 40.000            |
| 10                | 5 mei 1925        | Oostenrijk – Hongarije         | 3–1               | Vriendschappelijk                    | 43.000            |
| 11                | 27 september 1925 | Oostenrijk – Spanje            | 0–1               | Vriendschappelijk                    | 55.000            |
| 12                | 14 maart 1926     | Oostenrijk – Tsjecho-Slowakije | 2–0               | Vriendschappelijk                    | 40.000            |
| 13                | 19 september 1926 | Oostenrijk – Hongarije         | 2–3               | Vriendschappelijk                    | 40.000            |
| 14                | 10 oktober 1926   | Oostenrijk – Zwitserland       | 7–1               | Vriendschappelijk                    | 19.027            |
| 15                | 7 november 1926   | Oostenrijk – Zweden            | 3–1               | Vriendschappelijk                    | 38.000            |
| 16                | 20 maart 1927     | Oostenrijk – Tsjecho-Slowakije | 1–2               | Vriendschappelijk                    | 45.000            |
| 17                | 10 april 1927     | Oostenrijk – Hongarije         | 6–0               | Vriendschappelijk                    | 42.000            |
| 18                | 22 mei 1927       | Oostenrijk – België            | 4–1               | Vriendschappelijk                    | 28.000            |
| 19                | 1 april 1928      | Oostenrijk – Tsjecho-Slowakije | 0–1               | Centr. Europese Int. Beker 1927-1930 | 50.575            |
| 20                | 6 mei 1928        | Oostenrijk – Joegoslavië       | 3–0               | Vriendschappelijk                    | 15.000            |
| 21                | 7 oktober 1928    | Oostenrijk – Hongarije         | 5–1               | Centr. Europese Int. Beker 1927-1930 | 40.000            |
| 22                | 28 oktober 1928   | Oostenrijk – Zwitserland       | 2–0               | Centr. Europese Int. Beker 1927-1930 | 38.447            |
| 23                | 7 april 1929      | Oostenrijk – Italië            | 3–0               | Centr. Europese Int. Beker 1927-1930 | 49.000            |
| 24                | 5 mei 1929        | Oostenrijk – Hongarije         | 2–2               | Vriendschappelijk                    | 49.000            |
| 25                | 15 september 1929 | Oostenrijk – Tsjecho-Slowakije | 2–1               | Vriendschappelijk                    | 37.198            |
| 26                | 15 mei 1930       | Oostenrijk – Engeland          | 0–0               | Vriendschappelijk                    | 61.000            |
| 27                | 21 september 1930 | Oostenrijk – Hongarije         | 2–3               | Vriendschappelijk                    | 40.000            |
| 28                | 16 november 1930  | Oostenrijk – Zweden            | 4–1               | Vriendschappelijk                    | 12.000            |
| 29                | 12 april 1931     | Oostenrijk – Tsjecho-Slowakije | 2–1               | Centr. Europese Int. Beker 1931-1932 | 42.000            |
| 30                | 3 mei 1931        | Oostenrijk – Hongarije         | 0–0               | Centr. Europese Int. Beker 1931-1932 | 43.000            |
| 31                | 16 mei 1931       | Oostenrijk – Schotland         | 5–0               | Vriendschappelijk                    | 40.000            |
| 32                | 24 april 1932     | Oostenrijk – Hongarije         | 8–2               | Vriendschappelijk                    | 60.000            |
| 33                | 9 april 1933      | Oostenrijk – Tsjecho-Slowakije | 1–2               | Vriendschappelijk                    | 61.000            |
| 34                | 15 april 1934     | Oostenrijk – Hongarije         | 5–2               | Vriendschappelijk                    | 55.000            |
| 35                | 5 april 1936      | Oostenrijk – Hongarije         | 3–5               | Vriendschappelijk                    | 40.000            |

## Afbeeldingen

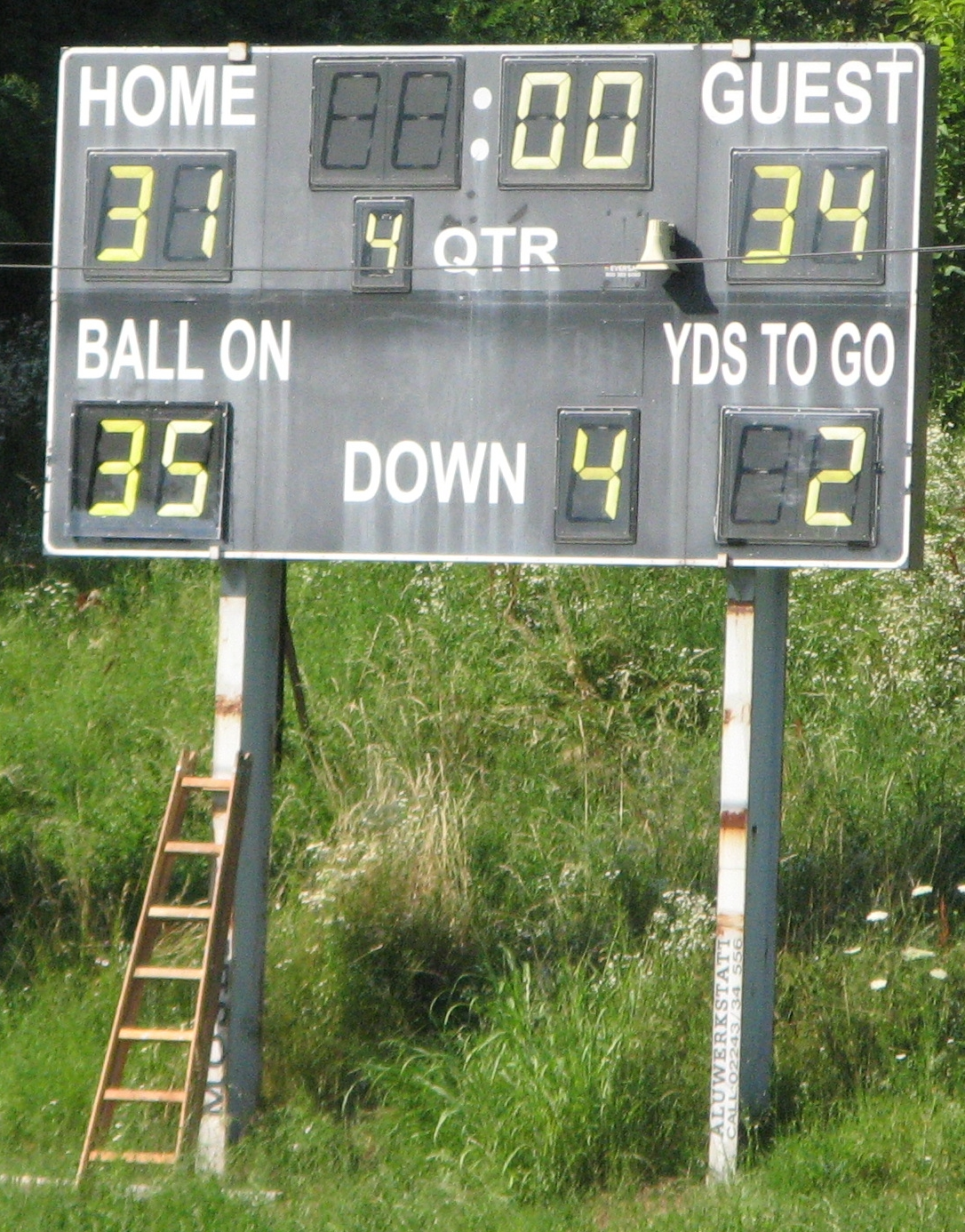
Tijdens een Americanfootballwedstrijd op de Eurobowl XXIV van Vienna Vikings.
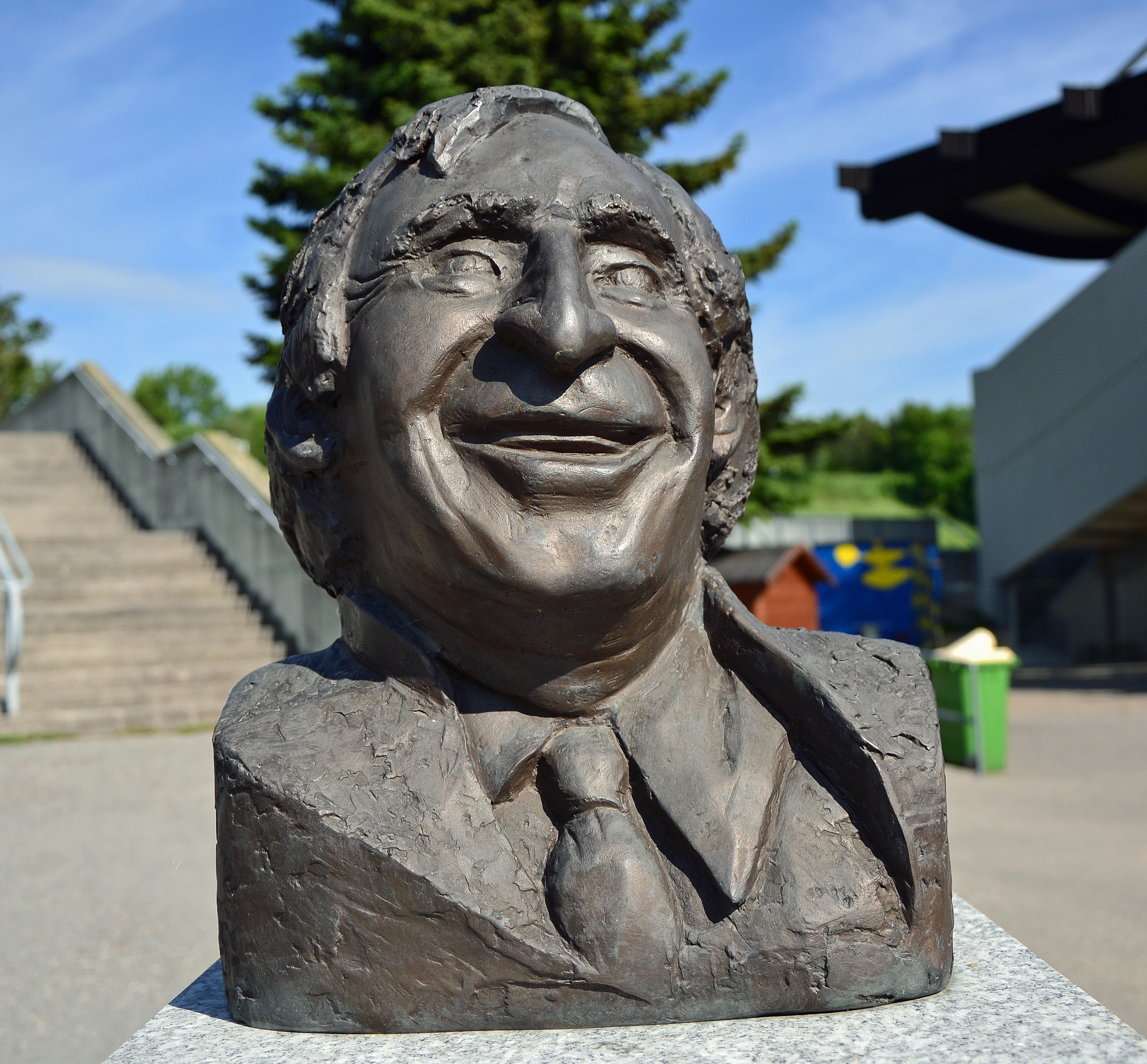
Kunstwerk van Karl Decker (1921–2005), Oostenrijks voetballer en manager.
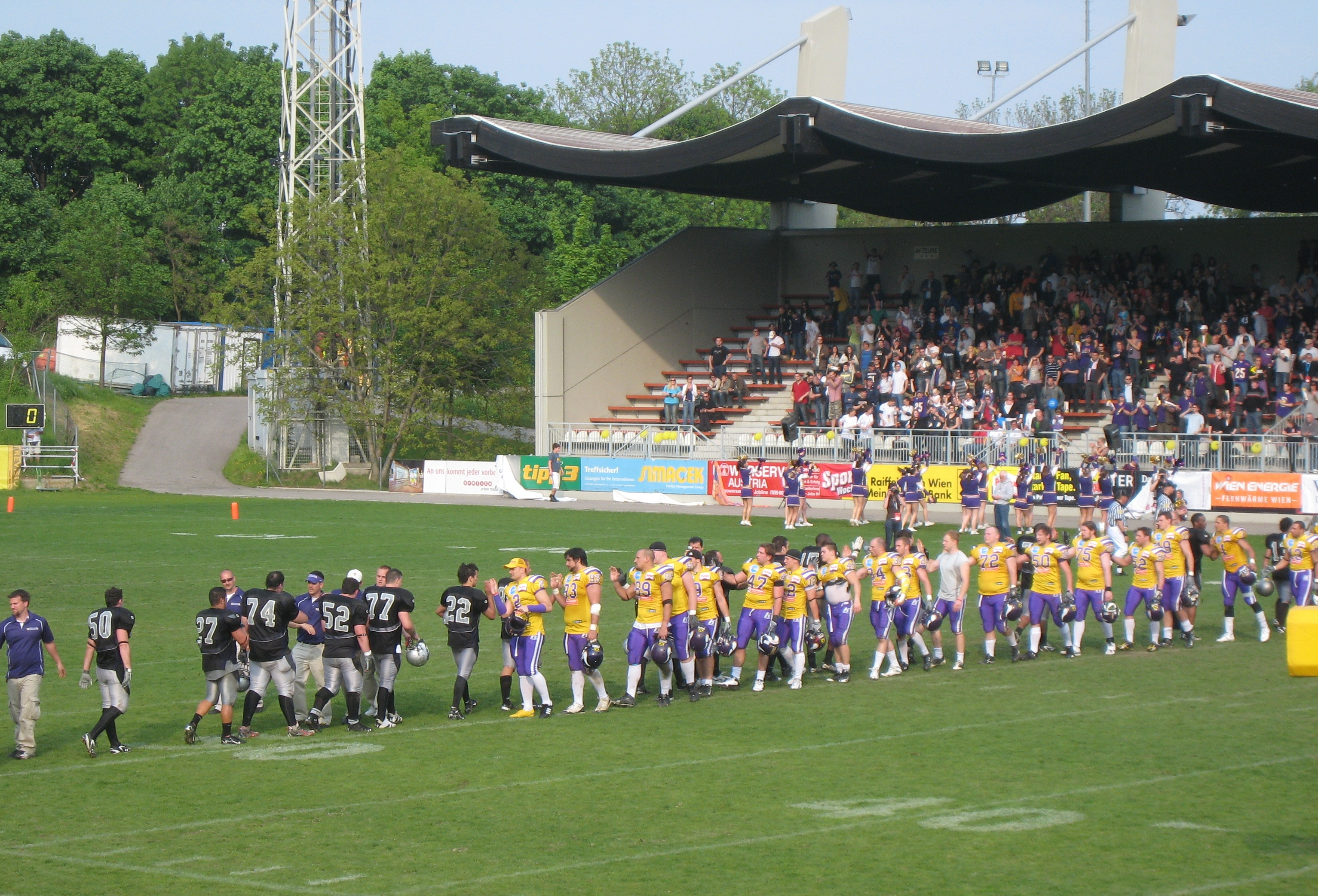
Tijdens een Americanfootballwedstrijd in mei 2010 met op de achtergrond een gedeelte van de hoofdtribune.